# Linuparus sordidus
Linuparus sordidus is een tienpotigensoort uit de familie van de Palinuridae. De wetenschappelijke naam van de soort is voor het eerst geldig gepubliceerd in 1965 door Bruce.